# 금당면
금당면(金塘面)은 전라남도 완도군 동쪽에 위치한 면이다.

## 개요
완도군의 동부지역에 위치하며 장흥군과 고흥군이 인접하고 있다. 지역 특산품으로는 갓잡은 문어를 바닷가 해풍에 말려 임금님 수라상에 울렸다는 피문어와 진질(잘피)장어는 금당면에서만 맛볼 수 있는 지역 특화상품이며, 멸치·미역·톳 또한 소비자들로부터 상품의 우수성을 널리 인정받고 있다.

## 행정 구역
| 법정리 | 행정리                                         |
| ------ | ---------------------------------------------- |
| 가학리 | 가학리                                         |
| 육산리 | 삼산리, 신흥리, 육동리                         |
| 차우리 | 봉동리, 비견리, 세포리, 울포리, 허우리, 차우리 |

## 교육 기관
- 금당초등학교 : 금당면 금당로 220-23
  - 금당국민학교 가학분교 : 금당면 가학안골길 18-35
  - 금당국민학교 대화분교 : 금당면 육산리 산 332
  - 금당초등학교 비견분교 : 금당면 차우리 1555
  - 금당초등학교 차우분교 : 금당면 세포길 12
    - 금당중앙초등학교 허우분교 : 금당면 허우도길 14-1
- 금당중학교 : 금당면 금당로 230

## 부속 도서
- 가학리, 육산리, 차우리 : 금당도
- 가학리 : 도각도, 질마도, 황도, 산 145번지 섬, 산147번지 섬, 산149번지 섬
- 육산리 : 대남다지, 대화도, 마섬, 미등여, 소남다지, 소화도, 솔섬, 송아지목, 중화도, 1232번지 섬, 산306번지 섬
- 차우리 : 목섬, 비견도, 중화도, 허우도, 1690번지 섬, 1691번지 섬, 1692번지 섬, 1693번지 섬, 1694번지 섬, 1695번지 섬